# Halo: Combat Evolved
Halo: Combat Evolved hay Halo là tựa game đầu tiên trong dòng game Halo, theo thể loại bắn súng góc nhìn người thứ nhất (FPS) và bắn súng góc nhìn người thứ ba (TPS). Tựa game được phát triển tựa game bởi Bungie và phát hành bởi Microsoft vào ngày 15/11/2001 dành cho hệ thống Xbox. Phiên bản chơi trên PC được phát hành vào năm 2003 bởi Gearbox Software. Theo nhiều tạp chí game, Halo là game hay nhất và quan trọng nhất từ trước đến nay.

## Lối chơi
Như đa số các game FPS, Halo tập trung chủ yếu vào việc điều khiển nhân vật chính qua góc nhìn của người thứ nhất tiêu diệt kể thù. Người chơi có một thanh máu và một tấm chắn năng lượng. Tấm chắn năng lượng sẽ tự đầy sau một thời gian, còn để đầy thanh máu, người chơi cũng phải "ăn" các túi cứu thương nằm rải rác ở các màn chơi. Trong Halo còn có các hộp đặc biệt, khi "ăn" các hộp đó người chơi có thể tàng hình hoặc tăng khả năng chống đỡ của tấm chắn năng lượng trong một khoảng thời gian nhất định.
Người chơi chỉ có thể mang theo hai vũ khí và số lượng đạn dược nhất định. Có tất cả 10 loại vũ khí trong game, và mỗi loại lại có một tính năng khác nhau nên chiến thuật cũng là một yếu tố quan trọng quyết định chiến thắng. Người chơi còn có thể mang theo hai loại lựu đạn là Fagmention Grenade và Plasma Grenade (hay "Sticky" Grenade). Mỗi loại chỉ được mang theo 4 quả.
Người chơi còn có thể sử dụng các loại phương tiện cơ giới như Banshee, Ghost, Warthog,... và một ụ súng Gun Turret. Lúc này, góc nhìn của người chơi sẽ tự động chuyển sang góc nhìn người thứ ba (TPS) để dễ bao quát.

## Phần chơi chiến dịch
Phần chơi chiến dịch của Halo được chia làm nhiều màn chơi. Mỗi màn sẽ có các nhiệm vụ tương ứng. Phần lớn game là các trường đoạn bắn nhau, tuy nhiên, đan xen vào đó là các phần điều khiển phương tiện cơ giới, giúp tăng độ thú vị của trò chơi.
Như các tựa game khác, Halo có các Easter Egg được giấu kín ở một vài màn chơi, buộc người chơi phải tìm tòi khám phá và cũng để tăng giá trị chơi lại.

### Các loại vũ khí
| Tên                                | Được sử dụng bởi | Dạng                         | Cỡ băng đạn (pin, bình,...) | Giới hạn mang theo           | Ghi chú                                         |
| ---------------------------------- | ---------------- | ---------------------------- | --------------------------- | ---------------------------- | ----------------------------------------------- |
| Assault Rifle                      | Con người        | Súng trường                  | 60 viên                     | 600 viên                     |                                                 |
| Pistol                             | Con người        | Súng lục                     | 12 viên                     | 120 viên                     | Ngắm 2x                                         |
| Shotgun                            | Con người        | Súng ngắn                    | 12 viên                     | 60 viên                      |                                                 |
| Sniper Rifle                       | Con người        | Súng bắn tỉa                 | 4 viên                      | 24 viên (PC); 40 viên (Xbox) | Ngắm 2x, 4x, 8x                                 |
| Rocket Launcher                    | Con người        | Súng bắn tên lửa             | 2 tên lửa                   | 8 tên lửa                    | Ngắm 2x                                         |
| Flamethrower                       | Con người        | Súng phun lửa                | 100 lít gas                 | 600 lít gas                  | Chỉ được dùng trong phần chơi mạng phiên bản PC |
| Plasma Pistol                      | Covenant         | Súng lục plasma              | 100% năng lượng plasma      | 100% năng lượng plasma       |                                                 |
| Plasma Rifle                       | Covenant         | Súng trường plasma           | 100% năng lượng plasma      | 100% năng lượng plasma       |                                                 |
| Needler                            | Covenant         | Súng bắn "kim"               | 20 "kim"                    | 80 "kim"                     | "Kim" tự động đuổi theo mục tiêu                |
| Fuel Rod Gun                       | Covenant         | Súng bắn plasma được nén lại | 100% năng lượng plasma      | 100% năng lượng plasma       | Chỉ được dùng trong phần chơi mạng phiên bản PC |
| Fragmention Grenade                | Con người        | Lựu đạn                      | 1 quả                       | 4 quả                        |                                                 |
| Plasma Grenade hoặc Sticky Grenade | Covenant         | Lựu đạn plasma               | 1 quả                       | 4 quả                        | Có thể "dính" vào mục tiêu                      |
| Energy Sword                       | Covenant         | Kiếm năng lượng              |                             |                              | Không thể dùng vũ khí này                       |

### Các loại phương tiện cơ giới
| Tên        | Chủng tộc | Dạng                           | Số lượng được chở tối đa | Ghi chú |
| ---------- | --------- | ------------------------------ | ------------------------ | --- |
| Warthog    | Con người | Xe chiến đấu quân sự           | 3 người                  | Trong phần chơi mạng phiên bản PC, ngoài Warthog với Minigun, còn có Warthog với súng phóng tên lửa 3 nòng |
| Scorpion   | Con người | Xe tăng chiến đấu              | 5 người                  | |
| Ghost      | Covenant  | Phương tiện chiến đấu dưới dất | 1 người                  | |
| Banshee    | Covenant  | Phi cơ chiến đấu trên không    | 1 người                  | |
| Gun Turret | Covenant  | Ụ súng plasma                  | 1 người                  | |

### Cốt truyện
Mốc thời gian diễn ra các sự kiện trong Halo là vào thế kỷ 25, con người đã có thể du hành trong không gian và lập nên các thuộc địa trên hành tinh khác. Sau khi đụng độ với một tập hợp các sinh vật ngoài hành tinh gọi chung là Covenant (bản Halo: Reach), một phi thuyền của con người, chiếc Pillar of Autumn, ra khỏi bước nhảy xuyên không gian trong cuộc tháo chạy. Mọi người trên tàu đã rất ngạc nhiên khi trước mặt là một siêu kiến trúc có hình vòng tròn (Halo: vòng tròn trên đầu các thiên thần hạ cấp). Đúng lúc đó lực lượng Covenant tấn công. Người chơi vào vai Master Chief, một siêu chiến binh thuộc lực lượng SPARTAN được đánh thức để ứng phó với tình huống khẩn cấp đó. Trong màn đầu tiên, người chơi được lệnh của thuyền trưởng Keyes rời tàu mang theo Cortana (một trí thông minh nhân tạo giúp điều khiển tàu) nhằm tránh để các bí mật của con người và nhất là vị trí của Trái Đất rơi vào tay bọn Covenant. Trong khi hạ cánh, toàn bộ phi hành đoàn tử nạn, người chơi phải tìm và tập hợp lại các đồng đội còn sống sót.
Trong các màn chơi sau, nhờ Cortana, Master Chief biết được rằng Halo có vẻ là một siêu vũ khí mà Covenant không muốn con người biết đến và bọn chúng đang tìm cách điều khiển Halo. Qua nhiều trận chiến, một kẻ thù mới xuất hiện: The Flood. Trước đây, Forerunner (tiền nhân), một giống loài cổ xưa phát triển rất cao đã tìm ra The Flood và nhận thấy rằng chúng là loài mượn xác nên xây dựng các vòng tròn Halo để giam giữ và nghiên cứu. Tác dụng chính của Halo là khi được kích hoạt sẽ tiêu diệt mọi loài sinh vật trong vòng 250000 năm ánh sáng, những "con mồi" của The Flood. Các tác phẩm viết theo loạt game Halo cho biết rằng The Flood đã vượt khỏi tầm kiểm soát và liên quan đến sự biến mất của Forerunner. Những bí mật này được tiết lộ bởi 343 Guilty Spark cũng là một dạng trí thông minh nhân tạo điều hành Halo, thường xuyên ngâm nga một mình. Ban đầu, khi Master Chief phát hiện ra The Flood, trí thông mình này sẽ hướng dẫn, giúp đỡ người chơi. Về sau, 343 Guilty Spark bị Cortana phát giác, rằng nó sẽ dùng chiếc chìa khóa lấy được trong The Library để kích hoạt Halo nhằm mục đích hủy diệt mọi sinh vật sống như đã đề cập ở trên.
Sau khi 343 Guilty Spark chạy trốn, Cortana đã xác định được tần số của thuyền trưởng Keyes, người giữ mật mã tự hủy tàu Pillar of Autumn. Tuy nhiên, khi người chơi đến được chỗ có tần số, thuyền trưởng Keyes đã bị Flood xâm chiếm cơ thể, còn tần số phát ra là tần số giả. Không còn lựa chọn nào khác, Master Chief đành giết thuyền trưởng Keyes và lấy mật mã.
Con tàu Pillar of Autumn rơi xuống Halo, nhanh chóng bị Covenant và Flood tranh giành. Người chơi đến đó bằng một chiếc Banshee cướp được của Covenant. Sau các trận giao tranh ác liệt, Master Chief cuối cùng cũng làm nổ tung lò phản ứng của con tàu. Nhiệm vụ cuối cùng của người chơi là đến được chỗ một con tàu thoát hiểm và thoát khỏi Halo.
Pillar of Autumn phát nổ, phá hủy Halo. 343 Guilty Spark thoát được và quay trở lại trong các phần Halo tiếp theo.
(Tựa game còn có sự xuất hiện của nhân vật Hạ sĩ Avery J. Johnson nhưng nhân vật này không đóng vai trò quan trọng, thậm chí, trong một Easter Egg, người chơi còn có thể thấy cảnh nhân vật này chết chung với một Sangheili thuộc phe Covenant.)

### Các nhân vật
| Tên                    | Chủng tộc  | Dạng                         | Lồng tiếng   | Vai trò                                 |
| ---------------------- | ---------- | ---------------------------- | ------------ | --------------------------------------- |
| Master Chief           | Con người  | Con người                    | Steve Downes | Nhân vật chính do người chơi điều khiển |
| Cortana                | Con người  | Trí thông minh nhân tạo (AI) | Jen Taylor   | Nhân vật chính                          |
| Thuyền trưởng Keyes    | Con người  | Con người                    | Pete Stacker | Nhân vật chính                          |
| Hạ sĩ Avery J. Johnson | Con người  | Con người                    | David Scully | Nhân vật phụ                            |
| 343 Guilty Spark       | Forerunner | Trí thông minh nhân tạo (AI) | Tim Dadabo   | Nhân vật phản diện chính                |
| Sangheili(Elite)       | Covenant   | Người ngoài hành tinh        |              | Các nhân vật phản diện phụ              |
| Unggoy(Grunt)          | Covenent   | Người ngoài hành tinh        |              | Các nhân vật phản diện phụ              |
| Hunter                 | Covenant   | Người ngoài hành tinh        |              | Các nhân vật phản diện phụ              |
| Sentinel               | Forerunner | Máy móc chiến đấu            |              | Các nhân vật phản diện phụ              |
| Flood                  |            | Loài mượn xác                |              | Các nhân vật phản diện phụ              |
| Lính thủy đánh bộ      | Con người  | Con người                    |              | Các nhân vật phụ                        |

## Phần chơi mạng
Phần chơi mạng của Halo có đầy đủ các kiểu chơi như Capture the Flag (CTF), Slayer (Deathmatch),... và một lượng lớn màn chơi.
Muốn chơi được phần chơi mạng của Halo, người chơi phải kết nối với các server qua mạng internet hoặc mạng LAN. Các màn chơi mạng trong Halo rất đa dạng. Trong một màn chơi, có các loại vũ khí, túi cứu thương, hộp đặc biệt, phương tiện cơ giới hay các cổng dịch chuyển tức thời nằm rải rác đâu đó trong bản đồ. Với sự đa dạng về các loại vũ khí, phương tiện và vật dụng hỗ trợ, phần chơi mạng trên Halo đề cao tính chiến thuật, điều làm nên khác biệt với các FPS cùng thời điểm.
Thậm chí, Halo còn cho phép người chơi tùy chỉnh kiểu chơi, màn chơi tùy theo ý thích.
Một số loại vũ khí trong phiên bản PC phát hành năm 2003 chỉ có thể dùng trong phần chơi mạng.

### Các bản đồ chơi mạng
Chill out
Blood gluch
Broading action
Sidewinder
Ice Field
Death island
Battle creek
vài bản đồ khác nữa...

### Các chế độ chơi mạng chính
| Tên                   |
| --------------------- |
| Capture the Flag      |
| King of the Hill      |
| Juggernaut            |
| Oddball               |
| Slayer và Team Slayer |
| Race                  |

## Đánh giá, nhận xét, thành quả
Halo được nhận xét là một trong các game hay và quan trọng nhất từ trước đến nay, thậm chí còn được so sánh với huyền thoại Half-Life của hãng Valve. Các trang thông tin, tạp chí về game nổi tiếng như Gamespot, IGN, Edge,... đều cho Halo số điểm gần như tuyệt đối nhờ lối chơi, đồ họa, âm thanh ấn tượng và trên hết là phần chơi mạng tuyệt vời (phần chơi chiến dịch không được đánh giá cao vì cốt truyện có mô típ khá quen thuộc). Thậm chí, trang Eurogamer vẫn còn bị một phần game thủ tẩy chay vì đã cho Halo điểm số khá khắt khe 8/10.
Halo được rất nhiều giải thưởng về game, bao gồm cả giải Game hành động hay nhất năm của Game Critics Awards.
Từ khi lần đầu tiên được phát hành, Halo đã phá vỡ mọi kỉ lục bán ra của các tựa game trước đó. Tính đến ngày 5/9/2005, doanh số bán hàng của Halo đã đến 5 triệu bản trên toàn thế giới. Halo phổ biến đến mức đến tận bây giờ vẫn còn một cộng đồng chơi mạng đông đảo.

## Bản Halo: Combat Evolved Anniversary
Halo: Combat Evolved Anniversary là một bản remake của Halo: Combat Evolved do 343 Industries thực hiện để kỉ niệm 10 năm lần đầu tiên xuất hiện của tựa game chính. Gọi là một bản remake, tuy nhiên 343 Industries chỉ khoác lên Halo một bộ Engine Game tiên tiến hơn và một vài thay đổi nhỏ để phù hợp hơn với cốt truyện của các phần sau. Tựa game chỉ độc quyền cho Xbox 360.